# Marius Duc
Marius Duc est une personnalité religieuse lyonnaise du XIXe siècle, né René Marius Duc à Lyon le 2 février 1824 et mort à Lyon (2e arrondissement) le 29 mars 1895.

## Biographie
La famille de Marius Duc est originaire de la Côte-Saint-André (Isère), ayant transité par la Bretagne avant de se fixer à Lyon en 1801. Marius Duc suit la carrière commerciale de son père et le seconde dans la direction de sa maison. Membre de la Chambre de commerce de Lyon en 1872, vice-président en 1889, il s’y occupe surtout des questions de transport (chemins de fer et voies fluviales). Il est également membre du conseil d’administration des Hospices civils de Lyon de 1879 à 1889. 
C'est une des personnalités importantes de la Petite Église de Lyon. Il porte les réclamations de la Petite Église de Lyon et de celle de Vendée au Concile Vatican I avec Jacques Berliet. Il est en communication pendant plusieurs années avec Mgr Foulon, ancien membre de la minorité conciliaire, qui est nommé archevêque de Lyon en 1887. Cette même année, il est nommé chevalier de la Légion d'Honneur. Celui-ci intercède auprès du Pape en faveur de la Petite Église, soulignant son attachement à l’unité de l’Église et sa droiture. Mais le Pape, en 1892, refuse en faisant un éloge de Pie VII et du Concordat. Marius Duc, malgré les oppositions de la Petite Église, rentre dans la communion de l’Église catholique en 1893.

## Publications
- Marius Duc, Une Mission à Rome en 1869, imprimerie Pitrat aîné, 1889.